# Berga örlogsskolor
Berga örlogsskolor (BÖS) var en truppslagsskola för flottan inom svenska marinen som verkade i olika former åren 1946–1997. Förbandsledningen var förlagd i Haninge garnison i Berga.

## Historik
Skolan grundades den 1 juli 1946 under namnet Marinens underofficersskola (MUOS). År 1955 uppgick Marinens underofficersskola i Marinens skolor på Berga (även Bergaskolorna), en benämning som funnits sedan 1946 som ett samlingsnamn för skolorna i Berga. År 1960 ändrades namnet på skolan till Berga örlogsskolor. 
Inför försvarsbeslutet 1977 ansåg försvarets fredsorganisationsutredning (FFU) att flottans utbildning på land borde centraliseras och att Karlskrona örlogsskolor och Berga örlogsskolor borde kvarstå som separata skolor. FFU:s anförande lyftes och betonades i regeringens proposition 1978/79:96. Av propositionen framgick att FFU ansåg att Flottans utbildningsorganisation i var rationell och att Karlskrona och Berga örlogsskolor skulle kvarstå som centrala utbildningsanstalter.
Inför etapp två i försvarsbeslutet 1996 föreslog både Försvarsmakten och Regeringen Persson att Karlskrona örlogsskolor skulle upplösas och avvecklas, dess verksamhet skulle uppgå i Berga örlogsskolor. Den nya skolan skulle fortsatt bedriva verksamhet i Karlskrona. Därmed kom även Berga örlogsskolor att upplösas i dess dåvarande form. Den 1 juli 1997 bildades den nya skolan, Örlogsskolorna, med ledning i Berga och utbildning i både Berga och Karlskrona.

## Verksamhet
Berga örlogsskolor hade till huvuduppgift att utbilda manskap, såväl värnpliktiga som stamanställda, i sjömanskap och grundläggande militära färdigheter. Vid skolorna bedrevs även viss yrkesutbildning. 

## Ingående enheter
Åren 1946–1997 har följande skolor ingått i Berga örlogsskolor.

- Marinens underofficersskola (MUOS) 1946–1972
- Vapenofficersskola (VOS) 1950–1972)
- Marinens kompaniofficersskola (MKS) 1972–1982
- Vapenregementsofficersskola (VRS) 1972–1982
- Vapenofficersskola (VOS) 1982–1987-06-30
- Marinens krigshögskola (MKHS) 1987-07-01–1996-12-31
- Artilleri- och torpedskolan (ATskol) –1982-12-31
- Ytattackskolan (YAskol; 1983-01-01–1995-12-31
- Bas- och rekrytskolan (BRskol) –1998-03-30
- Grundutbildningsbatljonen (GU-bat) 1988-04-01–1997-06-30
- Maskinskolan (Maskol) –1982-12-31
- Skeppstekniska skolan (STskol) 1983-01-01–1993-06-30
- Maskin- och elektroskolan (MEskol) 1993-07-01–1997-06-30
- Radar- och signalskolan (RSskol) –1982-12-31
- Telestridsskolan (TSskol) 1983-01-01–1995-12-31
- Räddningstjänstskolan (RTskol) 1993-07-01–1997-06-30
- Stridssjukvårdsskolan (Sjvskol) –1982-12-31
- Skyddstjänstskolan (Skyskol)–1982-12-31
- Ubåts- och ubåtsjaktskolan (UJskol) –1982-12-31
- Undervattenstridskolan (USskol) 1983-01-01–1994-07-01
- Marinens dykericentrum (MDC) 1979-07-01–1985-06-30
- Ledningssystemsskolan (LSskol) 1996-01-01–1997-06-30
- Undervattensstridsskolan (USskol) 1994-07-01–1995-12-31
- Ubåtsstridsskolan (UBskol) 1996-01-01–1997-06-30
- Minkrigsskolan (Mkriskol) 1996-01-01–1997-06-30
- Ytstridsskolan (YSskol) 1996-01-01–1997-06-30

## Heraldik och traditioner
Berga örlogsskolor mottog 1966 "Älvsnabben" (Broberg) som förbandsmarsch. Marschen överlämnades efter den dåvarande kronprinsen Carl Gustafs långfärd med HMS Älvsnabben åren 1965-1966. Marschen fastställdes den 10 februari 1976. Den 30 juni 1994 ersattes den av marschen "Vår flotta" (Widner). Marschen övertogs 1998 av Örlogsskolorna, och användes sedan åren 2005–2006 av Sjöstridsskolan.

## Förbandschefer
| Förbandschefer |
| --- |
| - 1946–1949: Bror-Fredrik Thermænius - 1949–1951: Kjell Hasselgren - 1951–1956: Erik Friberg [d] - 1956–1958: Stig Bergelin - 1959–1961: Sven Hermelin [e] - 1961–1966: Gustav Lindgren - 1966–1968: Nils-Erik Ödman - 1968–1971: Tryggve Norinder - 1971–1973: Alf Berggren - 1973–1978: Hans Petrelius - 1978–1980: Göte Blom - 1980–1984: Christer Söderhielm - 1984–1987: Cay Holmberg - 1987–1989: Thomas Lagerman - 1989–1991: Ulf Samuelsson - 1991–1993: Roderick Klintebo - 1994–1996: Anders Stävberg - 1996–1997: Göran Frisk |

## Namn, beteckning och förläggningsort
| Marinens underofficershöskola | 1946-07-01 | – | 1955-??-?? |
| Marinens skolor på Berga      | 1955-??-?? | – | 1960-??-?? |
| Berga örlogsskolor            | 1960-??-?? | – | 1997-06-30 |

| MUOS  | 1946-07-01 | – | 1955-??-?? |
| Bskol | 1955-??-?? | – | 1960-??-?? |
| BÖS   | 1960-??-?? | – | 1997-06-30 |

| Berga örlogsbas (F) | 1946-07-01 | – | 1997-06-30 |